# Hoher Berg (Altenbuch)
Der Hohe Berg ist ein 452 m hoher Berg im bayerischen Spessart auf dem Gebiet der Gemeinde Altenbuch im unterfränkischen Landkreis Miltenberg in Bayern.
Er liegt im Südosten der Gemeinde Altenbuch im Staatsforst Hoher Berg auf der Gemarkung Hoher Berg, die bis 1. Januar 2008 gemeindefreies Gebiet war.